# Liste der Bodendenkmale in Goosefeld
In der Liste der Bodendenkmale in Goosefeld sind die Bodendenkmale der Gemeinde Goosefeld nach dem Stand der Bodendenkmalliste des Archäologischen Landesamts Schleswig-Holstein von 2016 aufgelistet.
| Denkmal-ID           | Befundart               | Bezeichnung         | Zeitstellung                 | Lage | Bemerkungen       | Bild |
| -------------------- | ----------------------- | ------------------- | ---------------------------- | ---- | ----------------- | ---- |
| aKD-ALSH-Nr. 003 304 | Grabmal > Großsteingrab | Steinkammer         | Neolithikum                  |      |                   |      |
| aKD-ALSH-Nr. 003 305 | Grabmal > Großsteingrab | Steinkammer 1       | Neolithikum                  |      |                   |      |
| aKD-ALSH-Nr. 003 306 | Grabmal > Grabhügel     | Grabhügel           | Vor- und/oder Frühgeschichte |      |                   |      |
| aKD-ALSH-Nr. 003 307 | Grabmal > Langbett      | Langbett/Steinreihe | Neolithikum                  |      |                   |      |
| aKD-ALSH-Nr. 003 308 | Grabmal > Großsteingrab | Steinkammer         | Neolithikum                  |      | = Goosefeld LA 35 |      |
| aKD-ALSH-Nr. 003 309 | Grabmal > Grabhügel     | Grabhügel           | Vor- und/oder Frühgeschichte |      |                   |      |
| aKD-ALSH-Nr. 003 310 | Grabmal > Grabhügel     | Grabhügel           | Vor- und/oder Frühgeschichte |      |                   |      |